# باد فيشر
باد فيشر (بالإنجليزية: Bud Fisher)‏ هو منتج أفلام ورسام كارتون ومخرج أمريكي، ولد في 3 أبريل 1885 في شيكاغو في الولايات المتحدة، وتوفي في 7 سبتمبر 1954 في نيويورك في الولايات المتحدة.

## وصلات خارجية
- باد فيشر على موقع IMDb (الإنجليزية)
- باد فيشر على موقع الموسوعة البريطانية (الإنجليزية)
- باد فيشر على موقع قاعدة بيانات الفيلم (الإنجليزية)
- باد فيشر على موقع كينوبويسك (الروسية)